# Amàlia Abad Casasempere
Amàlia Abad Casasempere   (Alcoi, 11 de desembre de 1897 - Benillup, 21 de setembre de 1936) fou una activista carlina valenciana. Considerada màrtir de la Guerra Civil espanyola, va ser beatificada per Joan Pau II l'11 de març de 2001.
Es va casar amb el capità de l'exèrcit Lluís Maestre Vidal, desaparegut a l'Àfrica l'any 1924, amb qui va tenir tres filles, una d'elles morta al nàixer. En 1932 era presidenta de la Secció Política de la Junta de les «Margarites» (dones carlistes) i presidenta de la Secció Electoral. Es va ocupar de la formació de les joves margarites, i organitzà exercicis i retirs espirituals. Pertanyia també a l'Acció Catòlica i altres organitzacions religioses.
El seu activisme en el si de la Comunió Tradicionalista i en els ambients catòlics més compromesos en la línia de l'època, la va enemistar amb els sectors més radicals del republicanisme i de l'esquerra d'aquells temps crítics. Aquestes condicions van afavorir que als dos mesos d'esclatar la rebel·lió militar, fóra perseguida pels elements més violents de la rereguarda republicana.
Amb 39 anys i dues filles adolescents, fou detinguda cap a les vuit de la vesprada del dia 21 de setembre de 1936 i empresonada en l'antic col·legi de les Esclaves, on va sofrir maltractaments. Cinc dies més tard, el 26 de setembre, va ser traslladada fins a Benillup (el Comtat), on va ser assassinada i deixada a la cuneta de la carretera que va a Almudaina.